# 大靖政權
大靖政权是指以大埔人黄国镇为首领，於1897年为武装反抗日本在台湾的殖民统治而建立的民變組織。

## 经过
1897年1月至1898年11月25日，台湾抗日义军首领黄国镇在近两年内控制嘉义东堡（山地）49个庄，组织联庄自卫，并自称皇帝，定年号为“大靖”。其后台湾总督府采绥抚政策，黄国镇经不住劝降遂开出归顺条件内容如下：
1. 任命黄响（黄国镇之父）为后大埔的庄长。
2. 每月支给三百二十圆，平均分配给四十位部属。亦即是每人每月八圆。
3. 撤退驻守后大埔的守备队与宪兵队等[2]。

台湾总督府遂下令给策士白井新太郎接受上述条件，黄国镇遂于1899年3月下山归顺。